# Motoko Ishii
Motoko Ishii (石井 幹子, Ishii Motoko, nasceu a 15 de outubro de 1938) é uma designer de iluminação japonesa. De 1965 a 1967 Motoko trabalhou nos escritórios de iluminação de design em Finlândia e Alemanha. Retornada ao Japão em 1968, fundou o Ishii Motoko Design Office. Um dos seus principais projetos foi o plano para a iluminação na Expo '75, em Okinawa. No entanto, o aumento dos custos de energia provou ser um problema, devido à crise energética.

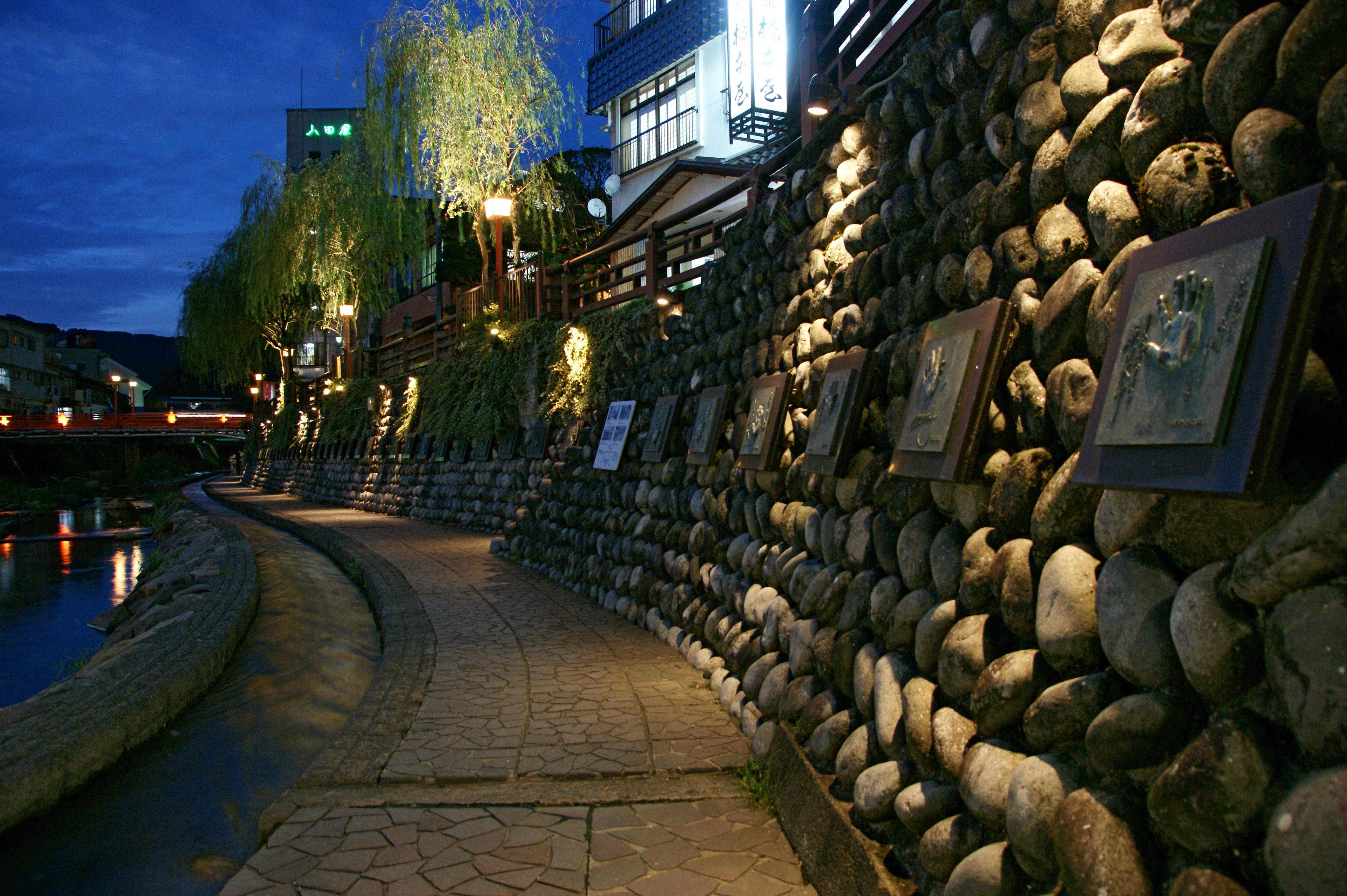
Iluminação na aldeia Yumura Onsen

A partir dos anos 1980, Ishii produziu os projetos para uma série de grandes obras. Três grandes eventos para os quais ela foi responsável pela iluminação foram Expo '85, em Tsukuba, o Festival de Luzes de Yokohama e o Japan Flora 2000. Ishii projetou a iluminação para as cidades de Osaka, Hakodate, Himeji e Kurashiki, e para o Gassho-zukuri uma aldeia em Shirakawa.
O seu projeto da iluminação para a Torre de Tóquio trouxe atenção internacional. Com ele, venceu a Illuminating Engineering Society of North America, o Light Fantasy Electricity Pavilion, a Expo '90 (Osaka, 1990) e novamente o concurso para a Rainbow Bridge.